# 文峰区
文峰区是中华人民共和国河南省安阳市一个市辖区，为安阳市政府驻地、安阳古城（即彰徳府城、唐宋邺城）所在地。面积179平方公里，总人口約58万人。区政府驻文明大道。得名于其辖区内的安阳市地标——文峰塔。

## 行政区划
文峰区下辖15个街道办事处、1个镇：
东大街街道、头二三街道、甜水井街道、东关街道、南关街道、西大街街道、北大街街道、西关街道、紫薇大道街道、光华路街道、永明路街道、中华路街道、宝莲寺镇、步行街综合治理办公室、北大街综合治理办公室、峨嵋大街街道、银杏大街街道和商颂大街街道。

## 人口
根据第七次全国人口普查数据，截至2020年11月1日零时，文峰区常住人口579101人。

## 商业
文峰中路、唐子巷、北大街为安阳重要的商业街区。

### 大型百货、零售超市
- 丹尼斯百货
- 丹尼斯大卖场
- 中环小商品市场
- 银座商城
- 华润万家超市
- 义乌小商品城
- 麦多超市

### 商业街区
- 文峰中路（文峰北街、文峰南街）
- 唐子巷
- 北大街

## 与其他市辖区的分界线
- 北关区：文峰大道-彰德路-解放大道-东风路-灯塔路-平原路-人民大道。
- 殷都区：京广铁路
- 龙安区：京广铁路